# Figuig (paquebot de 1916)
Pour les articles homonymes, voir Figuig.
 (septembre 2022).
Si vous disposez d'ouvrages ou d'articles de référence ou si vous connaissez des sites web de qualité traitant du thème abordé ici, merci de compléter l'article en donnant les références utiles à sa vérifiabilité et en les liant à la section « Notes et références ».
Le Figuig est un paquebot mis en service en 1904 sous le nom Grantala pour l'Adelaide Steamship Company (en). Il effectue du transport de passagers sur la côte australienne, avant  d'être affecté à diverses lignes Afrique du Nord-France après son rachat fin 1915 par une filiale de la Compagnie générale transatlantique, qui le renomme Figuig. À partir de 1931 il est utilisé comme cargo mixte puis est vendu à la démolition en 1934.

## SSGrantala

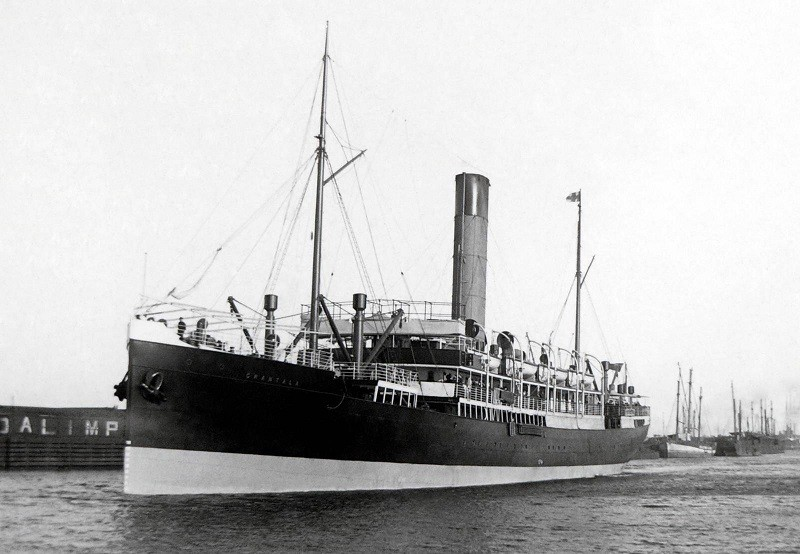
Le Grantala

Le SS Grantala (« SS » pour « Steamer Ship », bateau à vapeur) est le second d'une paire de deux navires, composée de lui-même et du Yongala, tous deux construits pour le compte de l'Adelaide Steamship Company (en). À sa mise en service en mars 1904 il va assurer le service côtier de Sydney à Melbourne et d'Adelaide à Fremantle.
Dès 1908 et jusqu'à la Première Guerre mondiale, il va également servir sur la ligne reliant Melbourne, Sydney, Cairns et Cooktown. Le Grantala est réquisitionné par le gouvernement australien le 7 août 1914 et est transformé en navire-hôpital.
Ainsi dans le cadre de ses nouvelles fonctions, il part le 30 août accompagner un convoi qui emmène les troupes australiennes en Nouvelle-Guinée allemande. Il est rendu à la compagnie dès le 22 décembre mais est de nouveau réquisitionné en janvier 1915. Sa mission sera de retrouver le navire d'expédition Endeavour qui a disparu lors d'une expédition en Antarctique. Cet objectif ne sera pas atteint puisqu'il ne le retrouvera pas. En février 1915, il est rendu à l'Adelaide Steamship Company qui le remet en service sur ses lignes côtières.

## SSFiguig
En novembre 1915, il est vendu à la compagnie Red Funnel filiale de la Compagnie générale transatlantique, mais sera dès février 1916 utilisé par la société mère. Le navire est alors rebaptisé Figuig et est mis en service sur la ligne Bordeaux-Casablanca sous des peintures de camouflage et le pavillon britannique. Le 31 décembre 1916, alors qu’il est en chemin pour Casablanca, il est attaqué par un sous-marin, mais ses canonniers ripostent, permettant au navire de semer l'assaillant. En mars 1920, il participe à une tentative de renflouement du paquebot Venezuela échoué sur les côtes marocaines, mais elle n'aboutira pas.
Le Figuig est finalement cédé à la Compagnie générale transatlantique le 18 juillet 1921. En avril 1927, il est transféré sur les lignes d'Afrique du Nord, au départ de Marseille. Le 21 décembre ou le 29 novembre 1927 (suivant les sources) alors qu'il se dirigeait vers Marseille, le Figuig se porte au secours du cargo norvégien Turid, fortement gîté sur tribord du fait d'une voie d'eau. Le Figuig parviendra à le remorquer jusqu'aux Baléares. À partir de 1931, il est utilisé comme cargo mixte avec une capacité en passagers très réduite avant d'être vendu puis démoli en Italie en 1934.